# Mahala Rai Banda
Mahala Rai Banda je romská hudební skupina z Bukurešti, která spojuje virtuózní muzikanty z vesnic Clejani a Zece Prajini a je trvale předmětem zájmu světových hudebních znalců. Kapela hraje hudbu ovlivněnou balkánskou tradicí, zahrnuje směs tradiční populární hudby a balkánsky ovlivněné klubové hudby (Balkan Beats). Hudebníci používají hlavně housle, akordeony a dechové nástroje a jejich hudba je směsí aranží, tradičních prvků a moderních přístupů.

## Historie
Skupina Mahala Rai Banda spojuje romské hudebníky ze dvou rumunských vesnic. Založili ji po konci společné kapely Rom Bengale houslista Aurel Ionita a jeho bratr akordeonista Florin z vesničky Clejani, která se nachází 40km západně od Bukurešti a je pověstná vysokou koncentrací romských virtuózů známých jako lăutari. Oba hudebníci jsou vnuky Nicolae Neacșu, geniálního houslisty skupiny Taraf de Haïdouks. Spojili se s muzikanty z vesnice Zece Prajini, která je rodištěm členů slavné dechovky Fanfare Ciocarlia.
Od vydání svého debutového alba odehrála jedenáctičlenná kapela více než 200 koncertů ve 26 zemích a vystoupila na významných festivalech, v klubech a koncertních sálech. Jejich píseň „Mahalageasca“ se objevila v britsko-americkém celovečerním filmu Borat a v několika dalších filmech a reklamních kampaních. Jejich debutové album se vyšplhalo na 3. místo v žebříčku World Music Charts Europe. Skladby Mahala Rai Banda také remixovali nebo přepracovali producenti a umělci elektronické hudby, jako jsou Nouvelle Vague, Felix B (z Basement Jaxx), Balkan Beat Box, DJ Click, Russ Jones, Shantel a další a objevily se na mezinárodních kompilacích jako Buddha Bar (Francie), Bucovina Club (Německo), Balkan Bangers and Gypsy Beats (Velká Británie), Balearic Bisquits (Dánsko), Balkanology (Jižní Afrika), Rough Guide to Eastern Europe (Velká Británie), Rromanu Suno (Srbsko), Balkan Beats (Německo), Barrio Latino (Francie), Bar Gypsy (USA) a dalších. Mahala Rai Banda byla od roku 2009 součástí turné The Gypsy Queens and Kings a v roce 2011 se objevila v počítačové hře LittleBigPlanet 2.

### Debutové album
Debutové eponymní album nahrála skupina Mahala Rai Banda v roce 2004 v rumunské Bukurešti. Dodatečnou produkci a mixáž provedli Shantel a Marcus Darius ve Frankfurtu v Německu. Na mixu spolupracovali lídr kapely Aurel Ionita a Stéphane Karo. Album vyšlo u Crammed Discs na začátku roku 2005.

### Ghetto Blasters
Druhé album Ghetto Blasters skupina nahrála v roce 2009 v Berlíně a Bukurešti. Album produkovali, nahrávali a mixovali Henry Ernst a Marc Elsner. Album vyšlo v říjnu 2009 u vydavatelství Asphalt Tango Records, vyšplhalo se na 2. místo v žebříčku World Music Charts Europe a časopis Songlines ho zařadil mezi deset nejlepších alb roku 2009.
Album obsahuje písně v romštině a čtyři instrumentální skladby. Mahala Rai Banda hraje hudbu ovlivněnou balkánskou tradicí, jež zahrnuje směs tradiční populární hudby a balkánsky ovlivněné klubové hudby (Balkan Beats). Skupina je oblíbená především v zahraničí, protože na Balkáně dávají Romové stále přednost klasickému pojetí gypsy žánru.